# Псы и шакалы
«Псы и шакалы» — современное название древнеегипетской настольной игры, дошедшей до нас в виде нескольких хорошо сохранившихся игровых наборов. Игра появилась в Египте, по всей видимости, около 2000 лет до н. э. и была популярна в основном в эпоху Среднего царства.
Иное название игры – «58 лунок» («58 дырочек»).

## Название
Современное название (англ. Hounds contra Jackals — «псы против шакалов») предложено археологом-египтологом Говардом Картером, обнаружившим полный игральный набор в фиванской гробнице. Менее распространённое современное название — «игра в пятьдесят восемь дырочек», предложено другим британским археологом, сэром Уильямом Флиндерсом Питри, нашедшим первую подобную игру. Оригинальное название игры не сохранилось, отсутствует и общепринятое современное название — встречаются самые разные вариации: «собаки и шакалы», «гончие и шакалы», также (реже) «щитовая игра», так как доска напоминает по форме щит, «пальмовая игра» (из-за часто встречающегося на доске изображения) и т. д.

## Фигуры и правила
Игральный набор состоит из доски с 58-ю отверстиями (по 29 с обеих сторон) и десяти игральных фигур — палочек с головами собак и шакалов (по пять соответственно). На доске часто изображалась пальма, разделявшая ряды отверстий. Доски изготавливались из глины (самый простой и непритязательный вариант), дерева, слоновой кости, мягких пород камня, в которых можно было высверлить глубокие отверстия. Некоторые доски украшались резьбой, росписью, инкрустацией и т. д. Встречаются анималистические доски, то есть выполненные в форме животных, чаще всего гиппопотама. Роскошные игральные наборы находят в гробницах египетских вельмож.
Достоверно восстановить правила игры не удалось. Благодаря пометкам и подписям на досках можно установить, что игра предполагала некие «бонусные» и «штрафные» пути движения фигур, а целью, по всей видимости, было первым довести свои фигуры до точки финиша, которая помечалась иероглифом «shen» («замкнутый круг», «вечность»). Существует множество современных инструкций к игре в различных вариациях, однако ни одна из них не является достоверно аутентичной.

## Распространение
В 2018 году настольная игра была повторно обнаружена в Национальном парке Гобустана на территории Азербайджана во время археологических раскопок, организованных по инициативе Американского музея естественной истории под руководством американского археолога Уолтера Криста. Исследования показали, что, наряду с Египтом, игра была популярна также на территории Месопотамии и Анатолии.